# Милия (дем Кожани)
Вижте пояснителната страница за други значения на Милия.
Милия или Милотин (на гръцки: Μηλιά, до 1950 година Μυλωτίνη, Милотини) е село в Гърция, в дем Кожани, област Западна Македония.

## География
Селото е разположено на 440 m надморска височина, южно от Кожани, между Ано Коми (Ано Ваница) и Като Коми (Като Ваница).

## История

### В Османската империя
В 1528 година Милотин има 97 домакинства с 437 жители.
В края на ХІХ век Милотин е гръцко християнско село в югозападната част на Кожанската каза на Османската империя. Църквата „Свети Димитър“ в Милотин е построена в 1861 година и е изписана от Димитриос Питенис.
Александър Синве ("Les Grecs de l’Empire Ottoman. Etude Statistique et Ethnographique"), който се основава на гръцки данни, в 1878 година пише, че в Милотини (Milotini) живеят 120 гърци.
Според статистиката на Васил Кънчов („Македония. Етнография и статистика“) през 1900 година в Милотин има 85 гърци.
На Етнографската карта на Битолския вилает на Картографския институт в София от 1901 година Милутин е чисто гръцко село в Кожанската каза на Серфидженския санджак с 16 къщи.
Според статистика на Серфидженския санджак на гръцкото консулство в Еласона от 1904 година в Милотини (Μυλοτίνι), Кожанска каза, живеят 125 гърци елинофони християни.
По данни на секретаря на Българската екзархия Димитър Мишев („La Macédoine et sa Population Chrétienne“) в 1905 година в Милотин (Milotin) има 80 гърци.

### В Гърция
През Балканската война в 1912 година в селото влизат гръцки части и след Междусъюзническата в 1913 година Милотин остава в Гърция. През 1950 година името на селото е сменено на Милия.
Населението традиционно произвежда жито, тютюн и други земеделски продукти.
| Година    | 1913 | 1920 | 1928 | 1940 | 1951 | 1961 | 1971 | 1981 | 1991 | 2001 | 2011 | 2021 |
| --------- | ---- | ---- | ---- | ---- | ---- | ---- | ---- | ---- | ---- | ---- | ---- | ---- |
| Население | 105  | 112  | 139  | 168  | 223  | 299  | 259  | 239  | 214  | 229  | 173  | 120  |